# Schuyler Carron
Schuyler Carron (n. 24 august 1921, SUA – d. 15 iunie 1964, Plattsburgh⁠(d), New York, SUA) a fost un bober ce a reprezentat Statele Unite ale Americii, medaliat olimpic. A participat la o ediție a Jocurilor Olimpice (1948) în care a câștigat o medalie de bronz.

## Participări
Lista de mai jos prezintă principalele competiții la care a participat Schuyler Carron de-a lungul carierei.
- bobsleigh at the 1948 Winter Olympics – two-man[*]